# Onthophagus beiranus
Onthophagus beiranus là một loài bọ cánh cứng trong họ Bọ hung (Scarabaeidae).